# Festa major
 (janvier 2013).
Si vous disposez d'ouvrages ou d'articles de référence ou si vous connaissez des sites web de qualité traitant du thème abordé ici, merci de compléter l'article en donnant les références utiles à sa vérifiabilité et en les liant à la section « Notes et références ».
Pour les articles homonymes, voir Festa (homonymie).

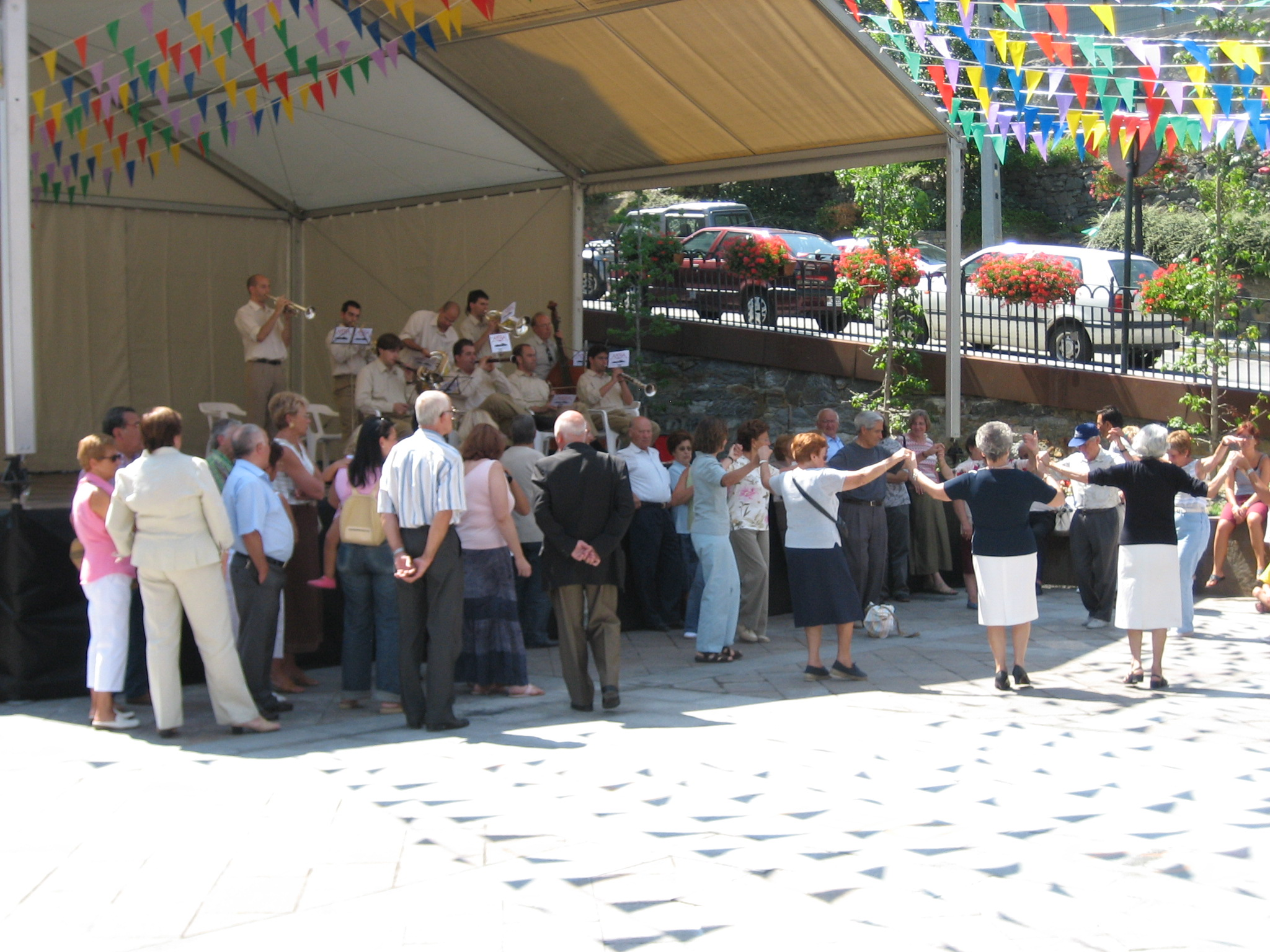
Festa major à La Massana, en Andorre

La festa major (“fête la plus importante” ou “fête principale” en catalan) est une fête très populaire dans le monde catalanophone. Comme elle se déroule fréquemment à l'occasion de la célébration du Saint Patron de la ville concernée, on pourrait traduire le terme sous le nom de fête votive.

## Présentation
Les festivités durent généralement plusieurs jours et intègrent des activités comme des concerts, des représentations théâtrales, des spectacles de rue, des chocolatades (chocolat chaud épais pour tous, à la rue) et des grillades populaires (costellades, boutifarrades, cargolades, etc.), des cercavila, des exhibitions de castellers, des correfocs, des moixigangues, des muixerangues, des balls de bastons, etc.
La partie plus traditionnelle, revigorée depuis la disparition de la dictature, comporte des processions dans les rues constituées de géants (gegants), danses de diables (balls de diables) ou de créatures appartenant au bestiaire traditionnel local telles que des dragons (dracs) ou des aigles (àligues), ainsi qu'un grand feu d'artifice. La musique traditionnelle et les chansons qui accompagnent les bals sont jouées avec des gralles, dolçaines, timbals et d'autres instruments.
Parmi les plus populaires, on compte les festivités de Tarragone (Santa Tecla), Vilafranca del Penedès (diada de Sant Fèlix), Sitges (Sant Bartomeu) ou encore Barcelone (la Mercè). Les grandes villes ont également des festes majors propres à leurs quartiers historiques qui ont été autrefois des villages avant d'être intégrés dans la ville. Par exemple, à Barcelone, parmi les plus connues figurent celles de Gràcia et de Sants.